# تيم أبروميتيس
تيم أبروميتيس (بالإنجليزية: Tim Abromaitis)‏ مواليد 17 سبتمبر 1989 في واتربوري، هو لاعب كرة سلة أمريكي. بدأ مسيرته الاحترافية في سنة 2012. يلعب مع كانارياس لكرة السلة في الدوري الإسباني لكرة السلة. يحمل الرقم 21. يبلغ طوله 6 قدم 8 بوصة (2.0 م).

## المسيرة الاحترافية
لعب مع أسفيل باسكت في الدوري الفرنسي في موسم 2012–2013، ثم لعب مع ستراسبورغ أي جي في موسم 2013–2014، ثم لعب مع نادي لوفين براونشفايغ لكرة السلة في موسم 2014–2015، ثم لعب مع كانارياس لكرة السلة في الدوري الإسباني في سنة 2015.

## روابط خارجية
- تيم أبروميتيس على موقع الدوري الأوروبي لكرة السلة (الإنجليزية)
- تيم أبروميتيس على موقع سبورتس رفرنس (الإنجليزية)
- تيم أبروميتيس على موقع الدوري الإسباني لكرة السلة (الإسبانية)
- تيم أبروميتيس على موقع كرة السلة الأوروبية.كوم (الإنجليزية)
- تيم أبروميتيس على موقع كلية كرة السلة في سبورتس رفرنس.كوم (الإنجليزية)
- تيم أبروميتيس على موقع ريلجم (الإنجليزية)
- تيم أبروميتيس على موقع بروبوليرز (الإنجليزية)
- تيم أبروميتيس على موقع سبورتس رفرنس (الإنجليزية)